# ПАС (футбольний клуб, Тегеран)
Футбольний клуб ПАС Тегеран або просто ПАС (перс. باشگاه فوتبال پاس تهران) — професіональний іранський футбольний клуб з міста Тегеран. Був частиною Спортивного та культурного клубу ПАС. Клуб мав тривалу й багату історію, завжди був пов'язаний з іранською поліцією, отримуючи значну частину фінансування від цього органу. В останні роки футбольний клуб декларував себе як претендент на призові місця національних змагань, завдяки збільшенню фінансування і підтримки з боку керівництва клубу. Домашні поєдинки проводив на стадіоні «Шахід Дастгерді». 9 червня 2007 року клуб було офіційно розформовано. Право ж команди на виступи в Кубку Перської затоки було офіційно передане новоствореному клубу ПАС (Хамадан).

## Історія

### Заснування клубу
У 1953 році декілька офіцерів поліції на чолі з капітаном Ассадолахі зібралися разом, щоб організувати спортивний клуб для поліцейських в Ірані. Того ж року Ассадолахі з обмеженими ресурсами зумів створити футбольну команду, до складу якого окрім нього увійшли офіцери з поліцейської академії Тегерану. Команду назвали «Академія кадетів-поліцейських». Своє перше тренування новостворена команда провела на футбольному полі, яке належало Поліцейській академії Тегерану. Того ж року вони офіційно оголосили про створення клубу, після чого взяли участь у Чемпіонських іграх Збройних сил. У футбольному турнірі молода команда фінішувала на 2-му місці. Незабаром капітан Садегі при допомозі капітана Ассадолахі стає відповідальним за функціонування команди, після чого команда змінює назву на ФК «Шарбані». На той час головним тренером клубу став Багман Шахіді. 8 липня 1963 року ФК «Шарбані» офіційно реєструється як спортивний клуб й отримує свою сучасну назву, ПАС. У 1966 році Радою клубу був офіційно затверджений статут організації. Після дванадцяти років невизначеності, клуб був нарешті готовий розпочати своє функціонування. Того ж року ПАС став переможцем Чемпіонату Тегерану, випередивши «Дараї» та «Шахін». На той час у чемпіонаті виступало 12 клубів, в тому числі ПАС, «Шахін», «Дараї», «Тадж», «Кіан», «Тегеран-Джаван» та «Арарат». Чемпіонство ПАСа стало можливим після того, як «Шахін» та «Дараї» розписали нічию (2:2), цей поєдинок також отримав назву «матч століття в історії іранського футболу».

### Стадіон клубу
На момент створення клубу стадіон в Екбатані (район в Тегерані) належав Благодійному відділу. Відділ передав стадіон клубу в оренду терміном на 99 років. У свою чергу капітан Садегі сплатив Відділу за оренду 20 000 туманів. У 1971 році було визначено межі стадіону в Екбатані й Рада клубу схвалила пропозицію про купівлю земельної ділянки. Завдяки величезній любові капітана Садехі до клубу, команда отримала змогу мати один з ключових елементів для входження до професійного футболу. До моменту свого розформування ПАС був одним з небагатьох іранських футбольних клубів, які мали власний (приватний) футбольний стадіон та поле для тренувань.

### Перший офіційний матч
Свій перший офіційний матч ПАС зіграв у 1964 році проти ФК «Короуш». У стартовому складі ПАСу на поле вийшли наступні гравці: Фарамарз Зеллі, Хассан Хабібі, Мохаммад Ранджбар, Хешмат Мохаджерані, Расулі, Язданян, Меярян, Махмуд Яварі, Хомаюн Шахрохі, Їневарзан та Парвіз Мірза Хассан. Матч завершився з нічийним рахунком, 1:1. Деякі з вищезгаданих гравців, як Хабібі, Мохаджерані, Шарохі і Яварі, як і раніше залишаються в іранському футболі.

### Кубок Тахт Джамшид

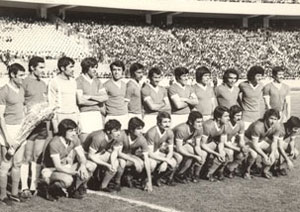
Гравці команди 1970-их років напередодні матчу чемпіонату.

Кубок Тахт Джамшид став першим національним футбольним чемпіонатом в Ірані, ПАС взяв участь у дебютному (1973/74 роки) сезоні новоствореного чемпіонату. Напередодні цього ПАС, у 1967 та 1968 роках, двічі вигравав чемпіонат Тегерану. Перші роки виступів у Кубку Тахт Джамшид не мали значних успіхів, але все змінилося після того, як головним тренером столичного клубу став Хассан Хабібі, колишній гравець ПАСу. Під його керівництвом ПАС двічі поспіль виграв національний чемпіонат, у 1976/77 та 1977/78 роках. У тегеранського клубу були прекрасні шанси втретє тріумфувати в національному чемпіонаті, але через Ісламську революцію чемпіонат було призупинено, а згодом й узагалі скасовано (згодом і ліга була розформована).

### Після революції
1980-ті роки були тихим й водночас важким періодом для іранського футболу, а Ірано-іракська війна змінила пріорітети для нації. ПАС практично не виступав у цей період, за винятком деяких другорядних місцевих турнірів. По завершенні війни була створена Ліга Азадеган й ПАС повернувся до великого іранського футболу. Вони стали переможцями в новоствореному чемпіонаті сезону 1991/92 років й отримали змогу взяти участь в Азійському клубному чемпіонаті сезону 1992/93 років.
У першому раунді ПАС переграв катарський клуб «Аль-Арабі» з рахунком 4:3. Потім іранський клуб потрапив до групи B, де незважаючи на не дуже вдалі результати, фінішував на 2-му місці. У півфіналі, який проходив у Бахрейні, суперниками тегеранців був потужний японський клуб «Йоміурі». Вони переграли японців у додатковий час з рахунком 2:1. У фіналі турніру ПАС мав зустрітися з саудівським «Аш-Шабабом». 22 січня 1993 року в Манамі (Бахрейн) ПАС переміг «Аш-Шабаб» та став чемпіоном Азії. Це досягнення виглядає ще більш вражаючим зважаючи на той факт, що більшість гравців іранського клубу отримували заробітну плату на рівні футболістів-аматорів, вони зупинилися в дуже скромному готелі й прибули до Бахрейну дуже пізно. Шанси тегеранської команди в цьому турнірі вважалися настільки мізерними, що Федерація футболу Ісламської Республіки Іран навіть не відправила свого представника на фінальний матч.
Фіруз Карімі продовжив тренувати команду й знову привів її до чемпіонства в Лізі Азадеган у сезоні 1992/93 років. Таким чином, іранський клуб знову пробився до Азійського клубного чемпіонату, проте іранці неочікувано зазнали поразки вже в першому ж раунді турніру, від ліванського «Аль-Ансару».

### ІПЛ

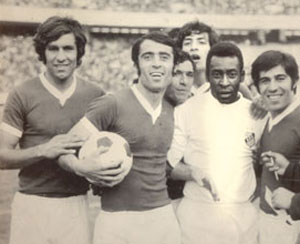
Гравці ПАСу з легендарним бразильцем Пеле, після товариського матчу з «Сантусом».

Згодом клуб став середняком чемпіонату, сезон за сезоном завершуючи його в середині турнірної таблиці. Ситуація змінилася в сезоні 2003/04 років, в якому ПАС під керівництвом Маджида Джалалі виграв національний чемпіонат. Сезон 2004/05 років команда розпочала невиразно, тому Джалалі на посаді головного тренера замінив Мустафа Денізлі, проте значного впливу на результати клубу ця тренерська рокіровка не мала. У Лізі чемпіонів АФК іранський клуб вибув на стадії 1/4 фіналу, незважаючи на те, що в матчі-відповіді, який проходив у Тегерані вигравав з рахунком 3:0, проте в підсумку втратив перевагу й поступився, незважаючи на нічийний (4:4) рахунок за підсумками двох поєдинків. У сезоні 2005/06 років в чемпіонській гонці ПАС в останній момент поступився чемпіонством клубу «Естеґлал» й фінішував на 2-му місці.
Керівництво ПАСу вирішило не продовжувати контракту з турецьким фахівцем, а натомість повернуло на посаду головного тренера Джалалі на сезон 2006/07 років. Проте цей хід виявився провальним і 1 грудня 2006 року Джалалі було звільнено через незадовільні результати команди, по завершенні 11-го туру. Попередній головний тренер клубу ПАС та національної збірної Ірану Хомаюн Шахрохінеджад був повернутий до столичного клубу й очолював ПАС решту частину сезону.

### Розформування
За підсумками сезону 2006/07 років ПАС фінішував на 11-му місці іранського чемпіонату. Наприкінці травня почали з'являтися чутки про розформування клубу. Лунала думка про те, що оскільки в Тегерані існує багато футбольних команд, відвідуваність яких є на дуже низькому рівні, тому доцільним є переїзд таких клубів до інших міст Ірану. 9 червня 2007 року ПАС (Тегеран) офіційно було розформовано. Їх право виступу в наступному сезоні в Кубку Перської затоки було передане до новоствореного клубу під назвою ПАС (Хамадан). Співробітники й гравці тегеранського клубу переїхали в Хамадан, де сформували нову команду. В той же час Культурний та Спортивний клуб ПАС продовжує виступати в аматорських та молодіжних спортивних змаганнях. На даний час невідомо чи відновить ця організація футбольну команду клубу.

## Досягнення

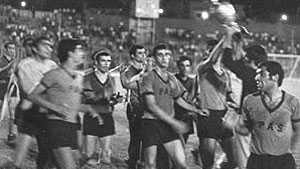
Гравці ПАСу святкують своє перше чемпіонство в 1967 році

### Національні
- Тегеранська провінційна ліга
  -  Чемпіон (1): 1966/67

- Іранська футбольна ліга
  -  Чемпіон (5): 1976/77, 1977/78, 1991/92, 1992/93, 2003/04

### Континентальні
- Азійський клубний чемпіонат
  -  Володар (1): 1993/93

### Міжконтинентальні
- Афро-Азійський клубний чемпіонат
  -  Фіналіст (1): 1993

## Статистика виступів
Нижче в таблиці наведена статистика виступів клубу ПАС з 1991 по 2007 рік.
| Рік     | Дивізіон       | Місце | Кубок Хазфі | АФК               |
| 1991–92 | Ліга Азадеган  | 1-ше  |             | Не кваліфікувався |
| 1992–93 | Ліга Азадеган  | 1-ше  | Не відбувся | Чемпіон           |
| 1993–94 | Ліга Азадеган  | 5-те  |             | Перший раунд      |
| 1994–95 | Ліга Азадеган  | 6-те  |             | Не кваліфікувався |
| 1995–96 | Ліга Азадеган  | 4-те  |             | Не кваліфікувався |
| 1996–97 | Ліга Азадеган  | 4-те  |             | Не кваліфікувався |
| 1997–98 | Ліга Азадеган  | 2-ге  | Not Held    | Не кваліфікувався |
| 1998–99 | Ліга Азадеган  | 5-те  | 1/2 фіналу  | Не кваліфікувався |
| 1999–00 | Ліга Азадеган  | 7-ме  | 1/4 фіналу  | Не кваліфікувався |
| 2000–01 | Ліга Азадеган  | 6те   |             | Не кваліфікувався |
| 2001–02 | Про Ліга Ірану | 4-те  | 1/8 фіналу  | Не кваліфікувався |
| 2002–03 | Про Ліга Ірану | 2-ге  | 1/2 фіналу  | Не кваліфікувався |
| 2003–04 | Про Ліга Ірану | 1-ше  | 1/4 фіналу  | Не кваліфікувався |
| 2004–05 | Про Ліга Ірану | 6-те  | 1/4 фіналу  | 1/4 фіналу        |
| 2005–06 | Про Ліга Ірану | 2-ге  | 1/8 фіналу  | Не кваліфікувався |
| 2006–07 | Про Ліга Ірану | 11-те | 1/8 фіналу  | Не кваліфікувався |

## Відомі президенти
- Фарейдун Садегі (1963–1980)
- Карім Маллахі (1980–1990)
- Нассер Шафаг (1990–2000)
- Мостафа Аджорлу (2000–2006)
- Хашем Гіасі (2006–2007)

## Відомі тренери
| - Мехді Асадоллахі (1963–1972) - Хассан Хабібі (1972–1978) - Хомаюн Шахрохі (1978–1980) - Мегді Монаджаті (1980–1989) - Фіруз Карімі (1989–1993) - Мегді Монаджаті (1993) - Ібрагім Гасемпур (1993–1996) - Фіруз Карімі (1996–1997) - Ібрагім Гасемпур (1997) - Біджан Зольфагарнасаб (1997–1999) | - Махмуд Яварі (1999) - Ібрагім Гасемпур (1999–2000) - Хоссейн Фаракі (2000) - Фархад Каземі (2000–2001) - Фіруз Карімі (2001) - Хомаюн Шарохінеджад (2001–2003) - Маджид Джалалі (2003–2004) - Мустафа Денізлі (2004–2006) - Маджид Джалалі (2006) - Хомаюн Шарохінеджад (2006–2007) |

## Відомі гравці
- Хемат Абедінеджад
- Омід Аболхассані
- Хуман Афазелі
- Мехді Ага Мохаммеді
- Аббас Агаеї
- Маркар Агаджанян
- Надер Ахмаді
- Ядоллах Акбарі
- Едмонд Ахтар
- Мохаммад Алаві
- Зія Арабшані
- Мортеза Азіз-Мохаммеді
- Ходадад Азізі
- Сохраб Бахтіярізаде
- Мосен Баятінія
- Хаді Булурі
- Араш Борхані
- Мостафа Чатрабгун
- Хамід Реза Ібрагімі
- Хамід Естілі
- Масуд Естілі
- Хоссейн Фаракі
- Бенташ Фаріба
- Мехді Фонунізаде
- Мосен Гарусі
- Вурія Гафурі
- Хоссейн Ганбарі
- Ібрагім Гасемпур
- Пурія Гейдар
- Парвіз Гелішхані
- Мохаммед Голамі
- Маджид Голамнеджад
- Безад Голампур
- Хабіб Шаріфі
- Хассан Хабібі
- Аліреза Хаджгасем
- Саїд Халлафі
- Саттар Хамедані
- Лефте Хаміді
- Вахід Хашемян
- Хамід Хедаяті
- Маджид Хейдарі
- Хосро Хейдарі
- Мехді Джафарпур
- Пейман Джамшеді
- Алі Карімі
- Мердад Карімян
- Хамід Каземі
- Хоссейн Казерані
- Мохаммад Хакпур
- Мосен Халілі
- Хоссейн Хатібі
- Расул Хатібі
- Ахмад Хазіраві
- Омід Хурай
- Овейс Корджаан
- Біян Кушкі
- Алі Латіфі
- Саеїд Лотфі
- Мейсам Маніеї
- Мілад Мейдавуді
- Масуд Мікаелі
- Маіс Мінасян
- Амір Сеєдбагер Резаеї
- Мосен Мірабі
- Аліреза Міршафян
- Алі Асгар Модір Руста
- Мохаммед Мохаммеді
- Ареф Мохаммедванд
- Амір Моебі
- Мершад Момені
- Алі Мусаві
- Маджид Намджу-Мотлаг
- Мохаммед-Ісмаїл Назарі
- Джавад Некунам
- Араш Ноамуз
- Лаіт Нобарі
- Мохаммад Носраті
- Ханіф Омранзаде
- Алімірза Остоварі
- Хоссейн Пашаеї
- Кіануш Рахмані
- Хамід Расулі
- Іман Разагірад
- Джавад Раззагі
- Реза Резаеїманеш
- Хассан Рудбарян
- Мохаммед Садегі
- Саман Сафа
- Алі Самере
- Пуя Сейфпанаї
- Рузбе Шаалідуст
- Хаді Шакурі
- Асгар Шарафі
- Джавад Ширзад
- Мохаммед Реза Солеймані
- Хаді Табатабаеї
- Асгар Талебнасаб
- Махмуд Яварі
- Алі Акбар Юсефі
- Алі Хоссейн Юсефі
- Фарамарз Зеллі
- Біджан Зольфагарнасаб
- Фарук Інтіяревич
- Емир Обуча
- Геворг Каспаров
- Гамлет Мхітарян
- Артур Єдігарян
- Ісса Траоре
- Удочукво Нвоко
- Саша Колунія
- Владимир Мичович
- Акмал Холматов
- Шахбоз Еркінов
- Сандро Томич